# Forum non conveniens
La règle du Forum non conveniens (FNC, « forum incommode » en français,,)  est une doctrine juridique que l'on retrouve principalement dans les pays de common law par laquelle un tribunal « reconnaît qu'un autre forum ou tribunal est plus approprié et renvoie l'affaire à un tel forum. Un renvoi devant une autre juridiction est possible, lorsqu'une autre juridiction est plus appropriée pour statuer sur une affaire, par ex. la juridiction dans laquelle un accident s'est produit et où résident tous les témoins ».
En tant que doctrine du conflit de lois, la règle du forum non conveniens s'applique entre les tribunaux de pays différents et entre les tribunaux de ressorts législatifs différents dans le même pays.
Une inquiétude fréquemment soulevée dans les applications de la doctrine est a recherche du forum le plus favorable (anglais :forum shopping), ou que l'on puisse faire le choix d'un tribunal simplement pour obtenir un avantage dans la procédure.
Dans les systèmes de droit romano-civiliste, la doctrine juridique du lis alibi pendens énonce des principes similaires.
La règle du forum non conveniens n'est pas appliquée seulement par les pays de common law : les tribunaux maritimes du Panama, bien qu'ils ne soient pas une juridiction de common law, ont également un tel pouvoir de décliner compétence dans des conditions plus restreintes.

## Origine historique
Les universitaires et les juristes ont décelé une origine écossaise avant la première utilisation américaine du concept,,,. Certains auteurs voient la doctrine de la FNC comme s'étant développée à partir d'une doctrine antérieure du forum noncompetens (« forum non compétent »). Divers litiges initiaux aux États-Unis et en Écosse où la FNC fut invoquée étaient des affaires relevant de droit maritime.
La doctrine de la FNC est née aux États-Unis dans Willendson v. Forsoket [29 Fed Cas 1283 (DC Pa 1801)] (No 17,682) où un tribunal de district fédéral de Pennsylvanie a refusé de exercer sa compétence sur un capitaine de navire danois qui était poursuivi pour arriérés de salaire par un marin danois, déclarant que « si des différends devaient survenir par la suite, ils doivent être réglés par un tribunal danois ». En Écosse, le concept est reconnu pour la première fois dans l'arrêt MacMaster v. MacMaster .